# 1122 Neith
1122 Neith è un asteroide della fascia principale del diametro medio di circa 12,01 km. Scoperto nel 1928, presenta un'orbita caratterizzata da un semiasse maggiore pari a 2,6084947 UA e da un'eccentricità di 0,2571761, inclinata di 4,74475° rispetto all'eclittica.
Il suo nome fa riferimento a Neith, la dea della caccia e della guerra nella religione egizia.